# Mṛcchakatika
Mṛcchakatika (Den lilla lervagnen), är ett indiskt drama, som anges författat av en viss kung Çudraka.
Dramats ålder är inte känd. Mṛcchakatika utgör en bearbetning och tillökning av Bhāsas Daridracarudatta. Dramat intar en särställning inom den indiska dramatiken genom okventionellt språk, handling och personkarateristik. Dramat utgör en viktig kännedom om Prakritdialekterna. Anmärkningsvärd är dramats buddhistiska tendens.